# Heinrich Lang (festő, 1810–1859)
Heinrich Lang (München, 1810 – Bécs, 1859. október 30.) német festő és rajzoló.

## Életútja
A müncheni művészeti akadémián végezte tanulmányait, majd 1850-ben Bécsbe költözött és itt dolgozott. 1854 és 1856 között az Osztrák Művészegyletben (Österreichischer Kunstverein) kiállítást rendezett akvarelljeiből és ceruzarajzaiból.

## Képeiből
- Önarckép, akvarell, 1840
- Vázlatkönyv portrékkal, 1841-48
- Blick vom Donaukanal gegen das Rotenturntor, tollrajz, 1850 körül
- Das Neutor, ceruzarajz, 1850
- Dominikanerkirche, akvarellesített ceruzarajz, 1850
- Das Stockhaus bei Neutor am Salzgries, akvarell, 1858
- Tájkép, akvarell
- Badeni villa, olaj